# كون يونغ-هو
كون يونغ-هو (هانغل: 권영호) هو لاعب كرة قدم كوري جنوبي في مركز الدفاع، ولد في 31 يوليو 1992 في كوريا الجنوبية. لعب مع Fujieda MYFC ‏.

## وصلات خارجية
- كون يونغ-هو على موقع رابطة كرة القدم اليابانية للمحترفين (اليابانية)
- كون يونغ-هو على موقع دوري كوريا الجنوبية (الإنجليزية)
- كون يونغ-هو على موقع قاعدة بيانات كرة القدم.إي يو (الإنجليزية)